# مسجد عمر بن الخطاب (الجوف)
مسجد عمر بن الخطاب، هو مسجد أثري يقع في شمال الجزيرة العربية، وهو من أقدم وأهم المساجد الأثرية في منطقة الجوف وفي المملكة العربية السعودية بشكل عام. تنبع أهمية المسجد من تخطيطه حيث يمثل استمرارية لنمط تخطيط المساجد الأولى. ويذكر بتخطيط مسجد الرسول في المدينة في مراحله الأولى وكذلك تبرز أهمية هذا المسجد إلى كونه من أقدم المساجد الأثرية التي لم يتبدل تخطيطها.

## تأسيس المسجد
ينسب المسجد إلى الخليفة عمر بن الخطاب ويقال بناه سنة 16 هـ أثناء توجهه إلى بيت المقدس.

## الموقع
يقع مسجد عمر بن الخطاب في وسط بلدة دومة الجندل القديمة بجانب قلعة مارد ملاصقاً لحي الدرع من الجهة الجنوبية، والتي تتبع منطقة الجوف شمال المملكة العربية السعودية.

## البناء والعمارة

### تخطيط المسجد
تنبع أهمية مسجد عمر بن الخطاب في تخطيطه، إذ يمثل استمرارية لنمط تخطيط المساجد الأولى في الإسلام، ويذكر بتخطيط مسجد الرسول صلى الله عليه وسلم في المدينة المنورة في مراحله الأولى، فشكله مستطيل تقريبا ومبني من الحجر المنحوت، ويمتد من الغرب إلى الشرق بطول 32,5 متر وعرض 18 متر، ويتكون المسجد من رواق القبلة والمحراب والمنبر وصحن المسجد والمصلى، ويشتهر المسجد بمئذنته الجميلة التي يبلغ ارتفاعها نحو 12.7 متر، والجزء الأسفل منها مربع الشكل، ثم تبدأ جدرانها العلوية بالميلان نحو الداخل، لتكون في النهاية شكلا هرميا متميزا، أما من الداخل فتقسم المئذنة إلى أربع طوابق مبنية على سقف الممر الذي يؤدي إلى الطريق الخارجي، وكان الدخول إلى المئذنة يتم من خلال الصعود إلى سقف المسجد ثم إلى الطابق الأول منها، وكانت الطوابق العليا للمئذنة تتصل ببعضها بواسطة سلم حجري، لكن بعض أجزاء السلم انهارت ما جعل الصعود إلى المئذنة مستحيلا الآن، والجزء الخلفي من المسجد هو عبارة عن خلوة وتطلق على مكان الصلاة في الشتاء حيث البرد الشديد، وقد ذكر الرحالة والن الذي زار المنطقة قبل أكثر من 163 سنة بقوله:«إن الأمراء السعوديين في الدولة السعودية الأولى أعادوا بناء المسجد على نفس موقعه، ويكمل حديثه قائلاً كما كانت مئذنة المسجد حين زيارته للمنطقة في عام 1261هـ أنها المئذنة الوحيدة في دومة الجندل القديم».، وكان مسقوفاً بجذوع النخل، ويُقال بأن عمر أمر بإنشاء المسجد ثم بعد ذلك جُدد وأضيف إليه إضافات، وكما أن المنارة قديمة ولا يستطيع أحد في الوقت الحالي الصعود فيها خشية السقوط.

### المئذنة
تقع مئذنة المسجد الشهيرة في الركن الجنوبي الغربي وتنحرف عن مستوى جدار القبلة، وهي أول مئذنة بنيت في العصر الإسلامي، والمئذنة مبنية من الحجر قاعدتها مربعة طول ضلعها 3 متر وتضيق إلى الداخل كلما ارتفعت حتى بقعة شبه مخروطية، ويبلغ ارتفاعها 12.7 متر. والمئذنة لها نوافذ في كل طابق وقد أعيد ترميم المسجد حديثاً، وقد ذكر الرحالة الفلندي بأن سوق المسجد تُقام فيه الصلاة اليومية، وتُلقى على منبره خطبة الجمعة.

## الترميم
شملت عمليات الترميم جميع اجزاء المسجد، من حيث إعادة بناء الجدران المهدمة، وترميم كامل السقف وتنظيف الأرضيات ورصفها بالحجارة، وتعبئة الفراغات بين الحجارة، وترميم خلوة المسجد وإعادة تسقيفها وتصليح أبواب المسجد.

## معرض الصور

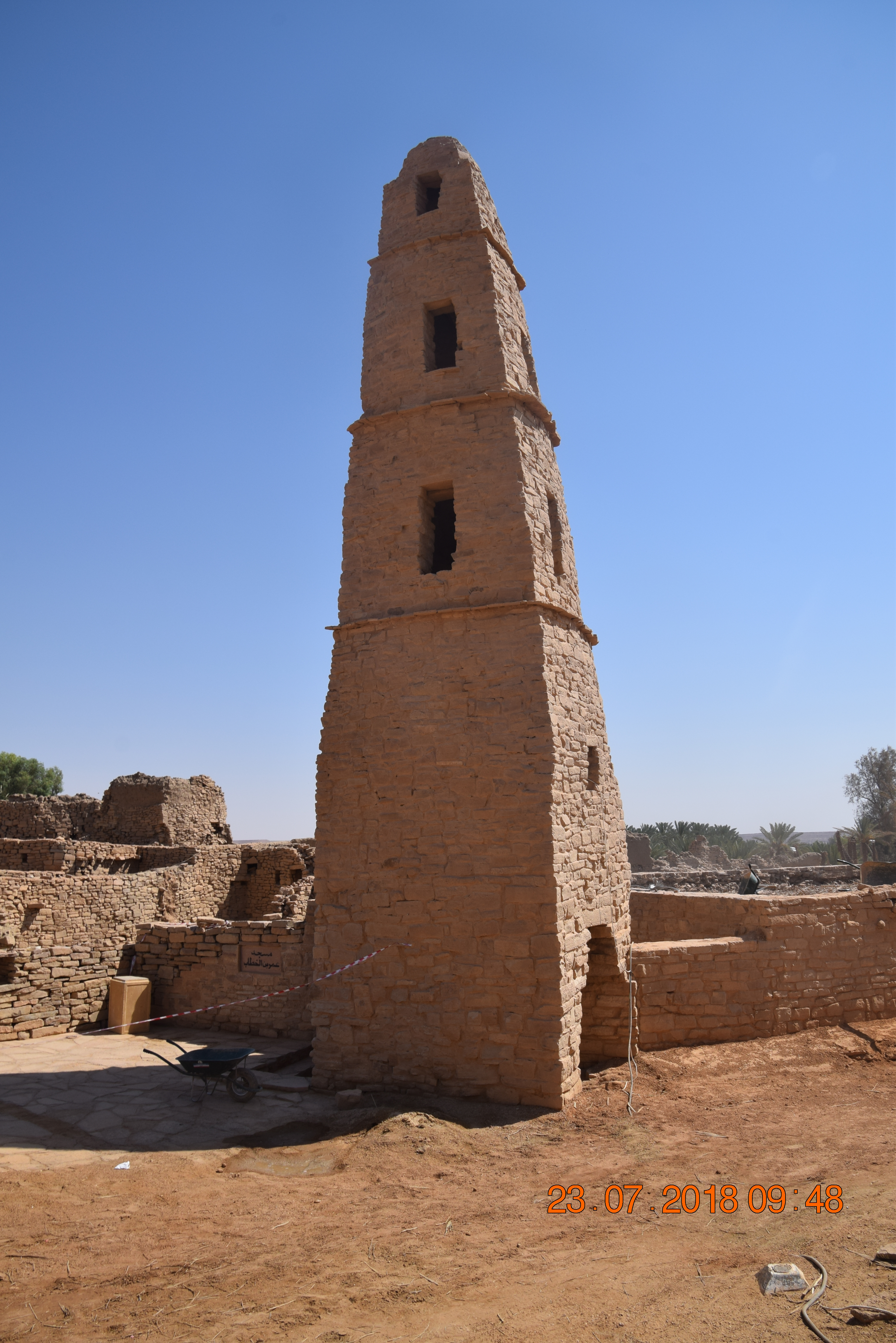
صورة حديثة للمسجد
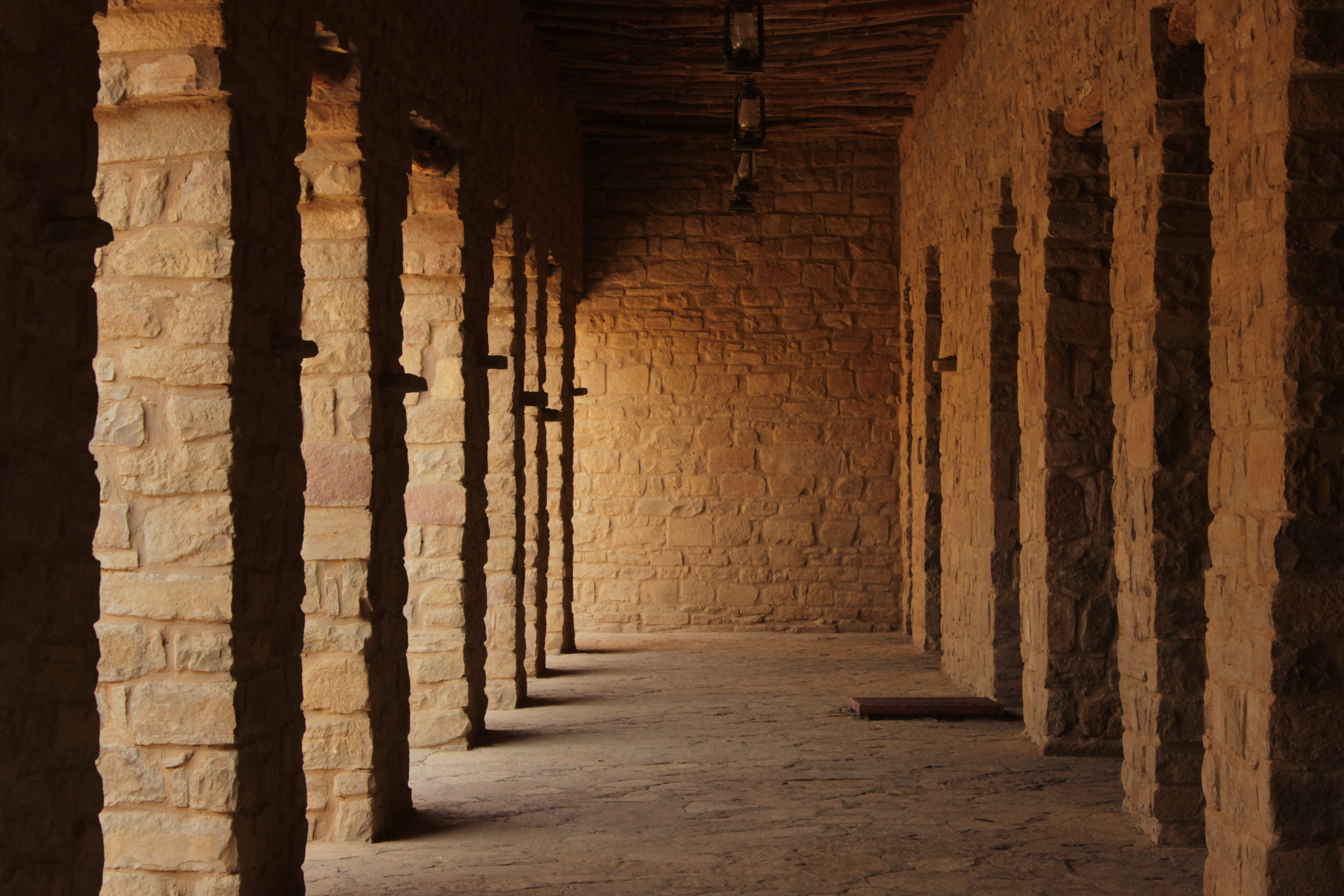
ساحة المسجد
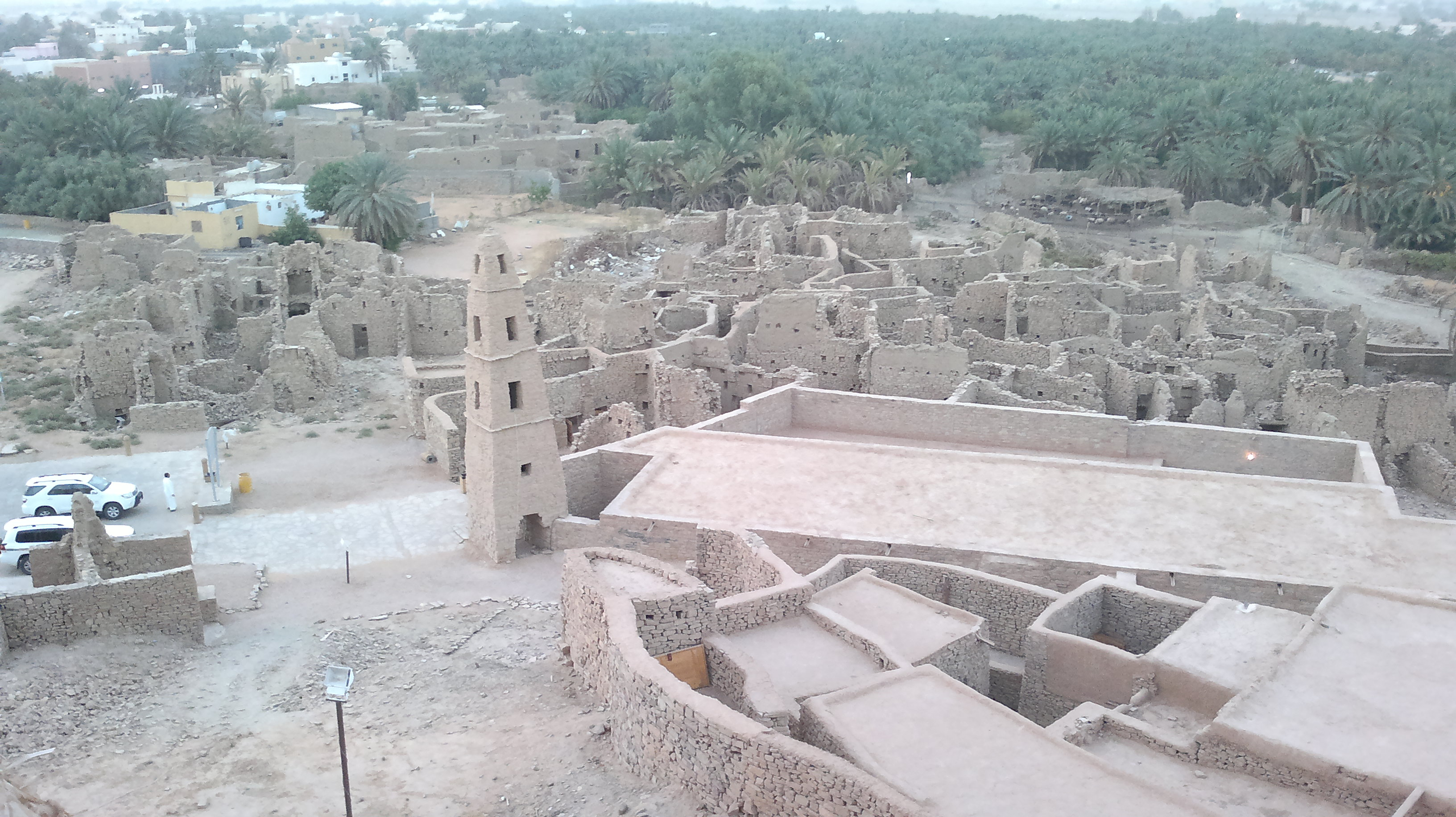
المسجد مع المنطقة المحيطة
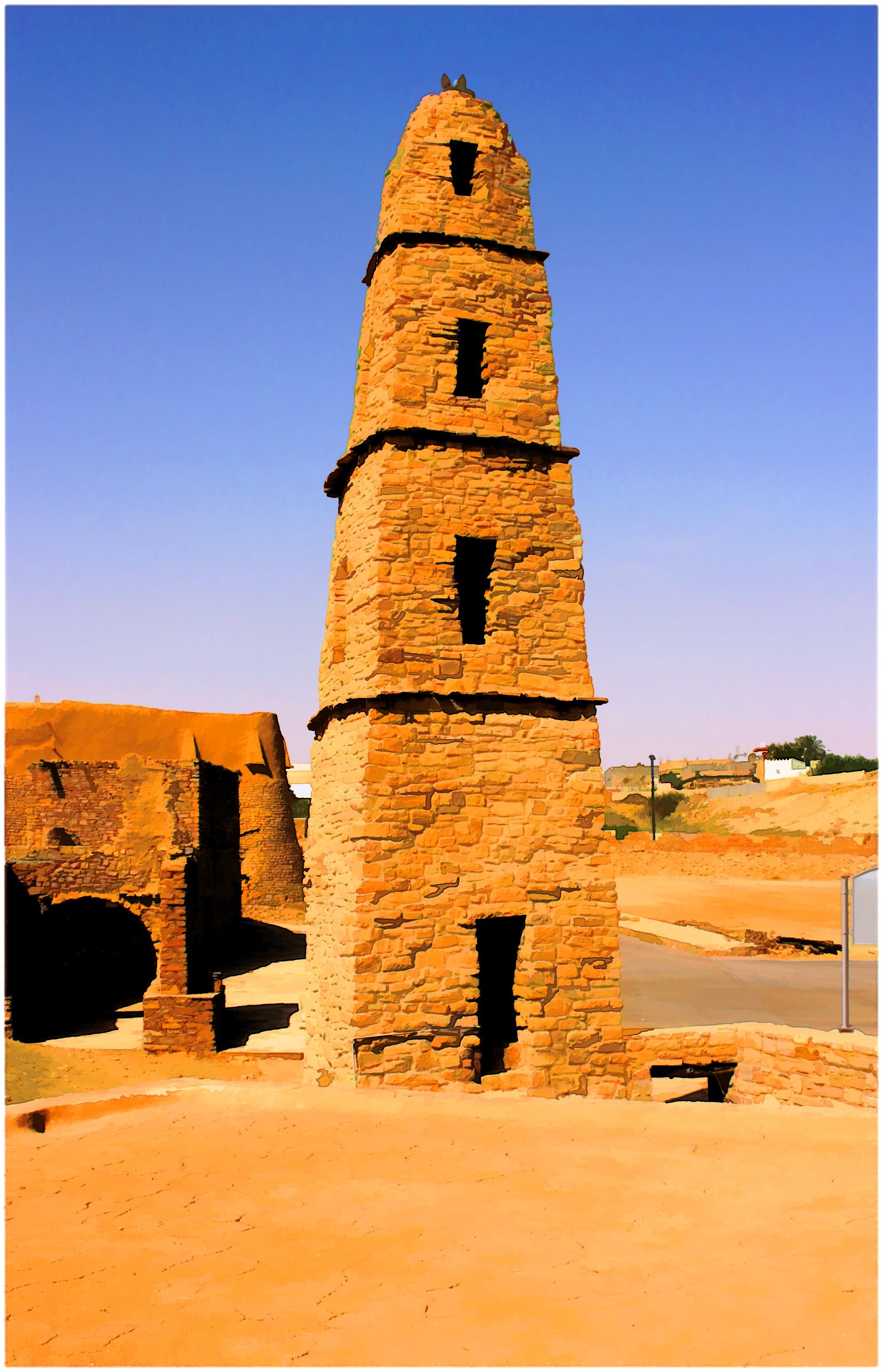
مئذنة المسجد
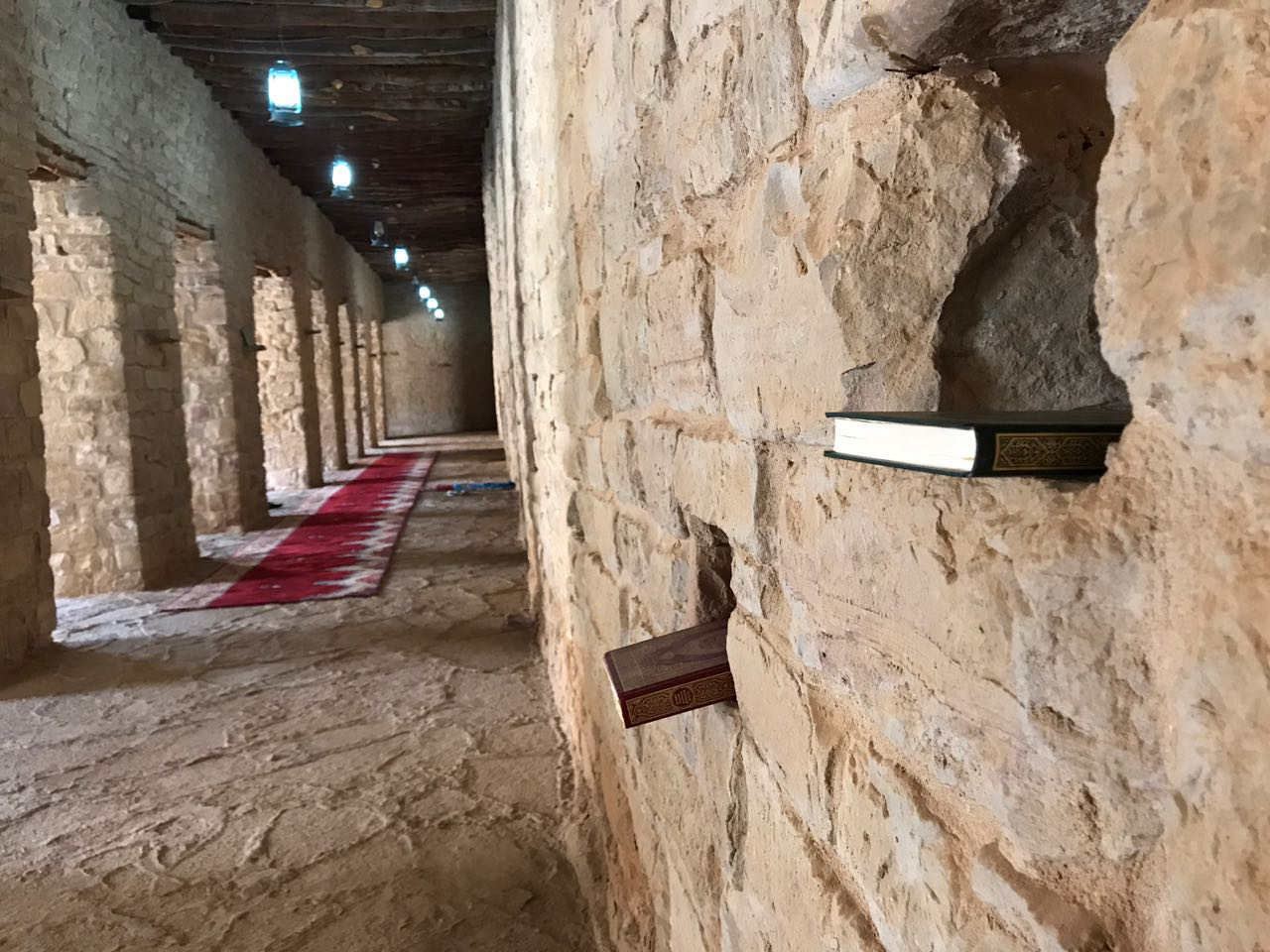
المسجد من الداخل
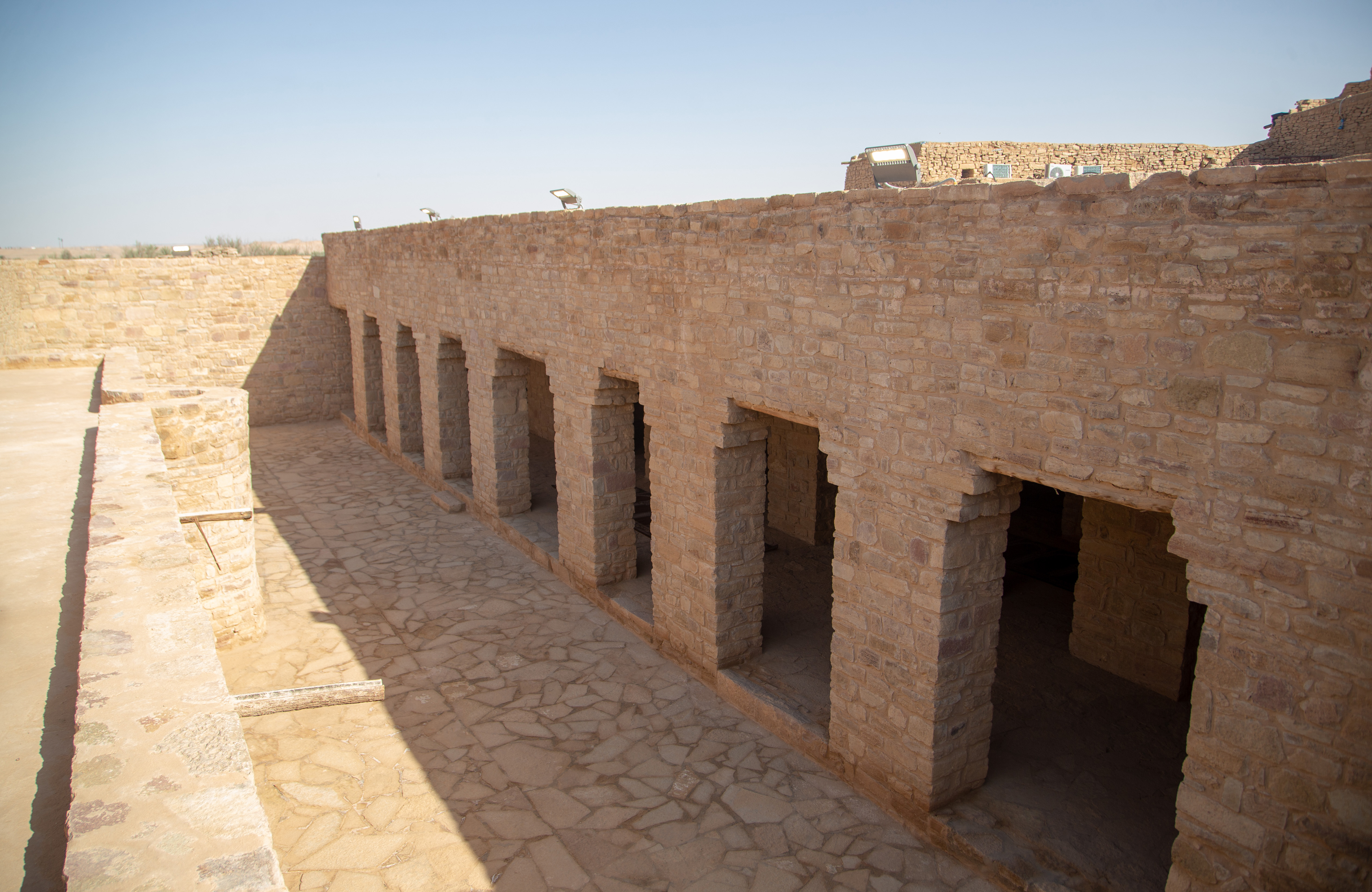
رواق المسجد